# Memphis (Nebraska)
Memphis è un villaggio degli Stati Uniti d'America della contea di Saunders nello Stato del Nebraska. La popolazione era di 114 persone al censimento del 2010.

## Storia
Memphis è stata fondata negli anni 1880 quando la Chicago, Burlington and Quincy Railroad è stata estesa fino a quel punto. Una gran parte dei primi coloni erano nativi del Tennessee da cui è la causa del nome.

## Geografia fisica
Memphis è situata a 41°05′41″N 96°25′59″W (41.094644, -96.433052).
Secondo lo United States Census Bureau, ha un'area totale di 0,09 miglia quadrate (0,23 km²).

## Società

### Evoluzione demografica
Secondo il censimento del 2010, c'erano 114 persone.

### Etnie e minoranze straniere
Secondo il censimento del 2010, la composizione etnica del villaggio era formata dal 100,0% di bianchi. Ispanici o latinos di qualunque razza erano il 4,4% della popolazione.